# ناحیه ادامز، شهرستان دارک، اوهایو
ناحیه ادامز، شهرستان دارک، اوهایو (به انگلیسی: Adams Township, Darke County, Ohio) در ایالات متحده آمریکا است که در اوهایو واقع شده‌است.

## خصوصیات
ناحیه ادامز ۹۷٫۴ کیلومترمربع مساحت و ۳٬۵۰۸ نفر جمعیت دارد و ۳۰۶ متر بالاتر از سطح دریا واقع شده‌است.